# 隠田
隠田（おんでん）は、農民が年貢の徴収を免れるために密かに耕作した水田のことである。隠田は「かくしだ」あるいは「いんでん」とも読み、現代仮名遣では「し」を補って、隠し田とも書く。忍田（しのびだ）とも言うが、同様に忍び田とも書く。他に隠地（おんち）、隠没田（おんぼつでん）もいうが、これらも同義語である。畑の場合は隠畠（かくしたばた）と呼ばれた。これも同じく隠し畑とも書く。

## 概要
日本の律令制の時代から既に存在した違法行為で、為政者から見れば脱税にあたるため厳しく禁止されており、発覚すれば土地は没収（没官）の上で、追放に処される程の厳罰がとられた。隠田は通常人の目に付きにくい山間や谷間に開墾された。太閤検地などを通じて摘発が試みられたが、江戸時代になっても新たに隠田は開かれ、一部は地租改正まで残存した。これらの田畑で耕作した収穫物を（納税せずに）全て自身の物とする行為は「作り取り」と呼ばれた。